# HD-huset
HD-huset är en funktionalistisk byggnad invigd 1930 på Drottninggatan i centrala Helsingborg, ritad av arkitekt Gustav W. Widmark. Huset är uppkallat efter Helsingborgs Dagblad, HD, som beställde byggnaden.

## Historia
Helsingborgs Dagblad hade under 1920-talet successivt köpt upp fastigheter i kvarteret Färjan, mellan Konsul Olssons plats och Drottninggatan, och lät sedan riva dessa för att ge plats åt den nya byggnaden. Som arkitekt anlitade man helsingborgsarkitekten Gustav Wilhelmsson Widmark, som gjort sig känd som en modern arkitekt med flera sparsamt utformade byggnader i 20-talsklassicism bakom sig, till exempel Villa Hevea på Tågaborg. Widmark började också skissa på en byggnad i denna stil, men under tiden som skissarbetet pågick skalades de klassicistiska dragen bort allt efterhand som de arkitektoniska idealen förändrades och byggnaden fick en mer ren funktionalistisk stil. När byggnaden stod klar var den slutligen en smäcker vitputsad funkisbyggnad i fem våningar med långa horisontella fönsterband längs stora delar av fasaden och en takvåning. Bottenvåningen var mycket hög och uppglasad till utformningen, vilket gjorde att byggnaden såg ut att sväva på de pelare som separerade de olika fönsterpartierna. På fasaden såg man även reklamskyltar för verksamheterna innanför, utformade på ett stilmässigt sätt. Helsingborgs Dagblads dåvarande chefredaktör, Ove Sommelius, beskrev byggnaden i en specialbilaga den 7 december 1930:
| ” | Som en symbol för Helsingborgs Dagblads högt ställda mål reser sig nu i stadsbilden dess moderna byggnad i stränga och klara linjer. Det är vår förhoppning att denna symbol skall vittna om vår allvarliga föresats att träda i allt närmare kontakt med dem som bo och verka i staden samt grannsamhällena och bygden kring Helsingborg | „ |

Större delen av huset disponerades av Helsingborgs Dagblad med redaktion och administration på övervåningarna och HD-Centralen, civiltryckeriet, klichéanstalten och fotoateljén i bottenvåningen, som på grund av de stora glaspartierna var fullt synliga för förbipasserande utanför. Flera andra verksamheter var samtidigt inhysta i huset. Helsingborgs IF hade länge sitt kansli på ett av de övre våningsplanen i huset, och en restaurang och danssalong, först kallad Centrum, senare Aveny, huserade i takvåningen. År 1964 flyttade HD ut ur byggnaden och in till nya lokaler i stadsdelen Drottninghög, vid Ängelholmsleden, och sedan deras utflytt används bottenplanet som butiker, medan de övre planen fortfarande är kontor.
Byggnadens ursprungliga, väldigt rena, funkisarkitektur har förvanskats en hel del genom senare renoveringar. Bottenplanet har brutits upp i två våningar, där entrévåningen fortfarande används för butiker, medan den nya övre våningen används som kontor. I den nya andra våningen har man delat upp glaspartierna med grova stålprofiler, vilket har förtagit husets svävande karaktär något. De stilsäkra fönsterbanden har också de förändrats genom att man bytt ut de ursprungliga stora fönstren mot mycket mindre och fyllt ut mellanrummet med plåt, ursprungligen gråmålad för att behålla fönsterbandens karaktär, men senare vitmålad. Ännu en renovering genomfördes 2008, dock utan att återställa byggnaden till sitt ursprungliga skick. Däremot målades nu plåtfyllnaden och de delar som är senare tillägg svarta för att återge byggnaden något att sin forna karaktär.

## Bildgalleri

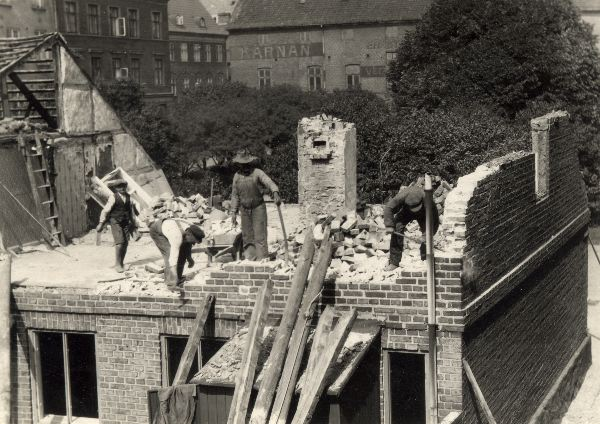
Rivning av bebyggelsen i Kvarteret Färjan 1929 inför byggandet av HD-huset.
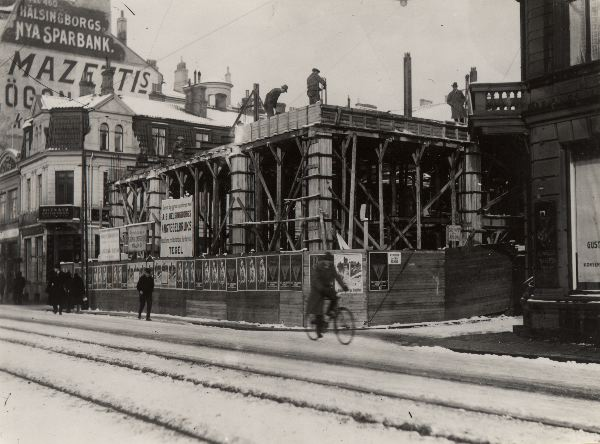
HD-huset under uppförande i början av 1930.
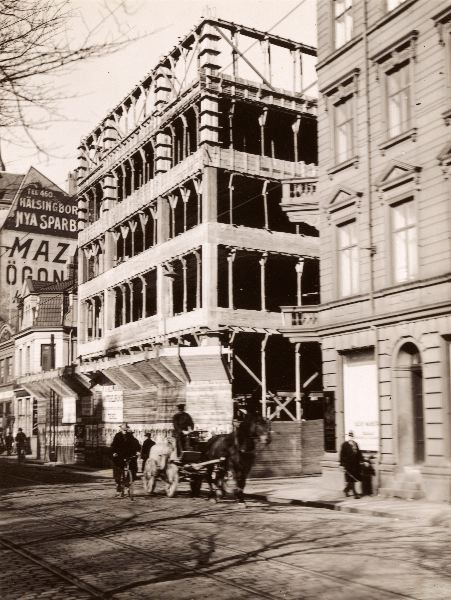
HD-huset under uppförande senare under 1930.
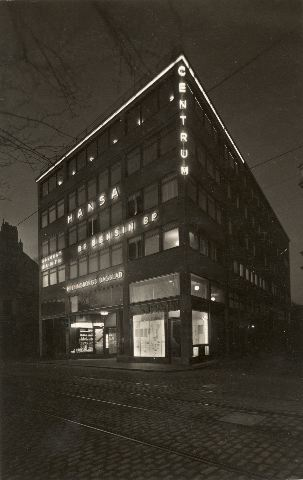
Det nybyggda HD-huset i ursprungligt utförande med neonskyltning på 1930-talet.
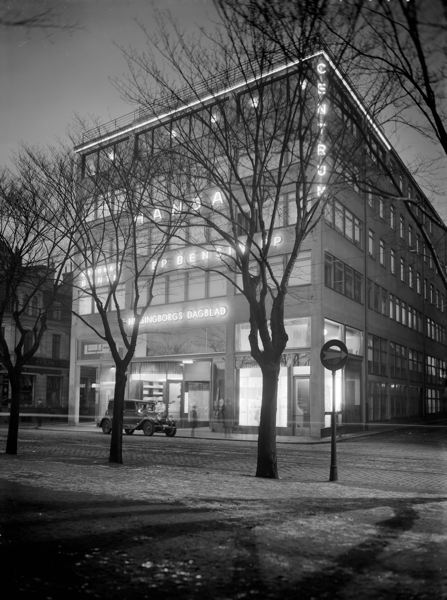
Det nybyggda HD-huset i ursprungligt utförande med neonskyltning på 1930-talet.